# بالا رو نگاه نکن (فیلم ۲۰۲۱)
بالا رو نگاه نکن (انگلیسی: Don't Look Up) فیلمی آمریکایی در ژانر کمدی سیاه و طنز سیاسی آخرالزمانی به نویسندگی، تهیه‌کنندگی و کارگردانی آدام مک‌کی است که در ۲۰۲۱ منتشر شد. لئوناردو دی‌کاپریو، جنیفر لارنس، راب مورگان، جونا هیل، مارک رایلنس، تایلر پری، تیموتی شالامی، ران پرلمن، آریانا گرانده، کید کادی، کیت بلانشت و مریل استریپ از گروه بازیگران این فیلم هستند. این فیلم داستان دو ستاره‌شناس را روایت می‌کند که در تلاشند به بشریت دربارهٔ یک ستارهٔ دنباله‌دار که زمین را نابود خواهد کرد هشدار دهند. این رویداد برخوردی تمثیلی در مورد گرمایش جهانی است و خود فیلم به‌صورت طنز به بی‌تفاوتی دولت و رسانه‌ها نسبت به تهدیدات تغییرات اقلیمی می‌پردازد. آریانا گرانده و اسکات مسکودی در ساخت یکی از ترانه‌های موسیقی متن فیلم با عنوان «فقط بالا را نگاه کن» با یکدیگر همکاری کرده‌اند.
ساخت این فیلم بر عهدهٔ هایپرابجکت ایندستریز و بلوگرس فیلمز بوده است. خبر ساخت این فیلم در نوامبر ۲۰۱۹ اعلام شد و چند ماه بعد پارامونت پیکچرز آن را به نتفلیکس فروخت. لارنس اولین نفری بود که به عنوان عضوی از گروه بازیگران فیلم به پروژه پیوست و دی‌کاپریو بعد از گفتگو با مک‌کی در مورد اصلاح فیلم‌نامه، با این پروژه قرارداد بست. بقیهٔ گروه بازیگران تا پایان ۲۰۲۰ به این پروژه پیوستند. فیلم‌برداری ابتدا قرار بود در آوریل ۲۰۲۰ در اطراف ایالت ماساچوست در ایالات متحده آغاز شود اما به دلیل همه‌گیری مداوم کووید-۱۹ تا نوامبر همان سال به تعویق افتاد و در نهایت تا فوریهٔ ۲۰۲۱ به اتمام رسید.
بالا را نگاه نکن در ۱۰ دسامبر ۲۰۲۱ به‌صورت محدود در سینماها اکران شد و در ۲۴ دسامبر همان سال در سرویس استریمینگ نتفلیکس پخش شد. این فیلم با نقدهای ضد و نقیضی از سوی منتقدان همراه بوده است؛ بازیگران فیلم ستایش شدند اما در زمینهٔ طنز مک‌کی به فیلم مورد انتقاد قرار گرفته است. علی‌رغم انتقادات، این فیلم از سوی هیئت ملی بازبینی فیلم و موسسه فیلم آمریکا به‌عنوان یکی از ۱۰ فیلم برتر سال ۲۰۲۱ معرفی شد. بالا را نگاه نکن در هفتاد و نهمین مراسم گلدن گلوب نامزد دریافت چهار جایزه از قبیل  بهترین فیلم موزیکال یا کمدی شد. بالا را نگاه نکن رکورد بیشترین تماشا در یک هفته در نتفلیکس را شکست و در عرض ۲۸ روز پس از انتشار به دومین فیلم پربینندهٔ نتفلیکس تبدیل شد.

## خلاصهٔ داستان
کیت دیبیاسکی، دانشجوی کارشناسی ارشد نجوم در دانشگاه ایالتی میشیگان، یک دنباله‌دار غیرمعمول را کشف می‌کند. استاد او دکتر راندال میندی محاسبه می‌کند که زمین و کل جهان را تا شش ماه و دو هفتهٔ دیگر نابود خواهد کرد. با همراهی رئیس دفتر هماهنگی حفاظت از سیارهٔ مادری ناسا، دکتر تدی اوگلتورپ، دیبیاسکی و میندی یافته‌های خود را به کاخ سفید ارائه می‌کنند اما با بی‌تفاوتی رئیس‌جمهور جینی اورلئان و پسرش جیسون که رئیس دفتر است مواجه می‌شوند.
اوگلتورپ از دیبیاسکی و میندی می‌خواهد که این خبر را به رسانه‌ها اطلاع دهند و آن‌ها این کار را در یک برنامهٔ گفتگوی صبحگاهی انجام می‌دهند. هنگامی که مجریان برنامه جک برمر و بری ایوانتی با موضوع را بی‌اهمیت جلوه می‌دهند، دیبیاسکی آرامش خود را از دست داده و در مورد این تهدید ابراز نگرانی کرده و باعث تمسخر گسترده توسط شبکه‌های اجتماعی می‌شود. دوست پسر دیبیاسکی او را سرزنش می‌کند در حالی‌که میندی بخاطر اظهاراتش مورد تأیید عموم قرار می‌گیرد. اخبار واقعی در مورد تهدید این دنباله‌دار توجه عمومی کمی را به خود معطوف می‌کند و توسط مدیر ناسای اورلئان، تکذیب می‌شود. هنگامی‌که اورلئان درگیر یک رسوایی جنسی با نامزد دیوان عالی خود می‌شود، با تأیید تهدید دنباله دار که پروژه پرهیز از برخورد سیارک با استفاده از سلاح‌های هسته ای را اعلام می‌کند و از این طریق توجه عموم را منحرف می‌کند و محبوبیت خود را بهبود می‌بخشد.
موشک با موفقیت پرتاب می‌شود، اما زمانی که پیتر ایشرول، مدیر عامل میلیاردر شرکت فناوری BASH متوجه می‌شود که دنباله‌دار حاوی عناصر کمیاب زمین به ارزش تریلیون‌ها دلار است، اورلئان به‌طور ناگهانی آن را متوقف می‌کند. کاخ سفید موافقت می‌کند تا از طریق تکه‌تکه کردن و بازیابی آن از اقیانوس با استفاده از فناوری جدید پیشنهاد شده توسط برندگان جایزه نوبل BASH در طرحی که مورد بررسی علمی قرار نگرفته است، از این دنباله دار بهره‌برداری تجاری کند. کاخ سفید دیبیاسکی و اوگلتورپ را کنار گذاشته و میندی را به‌عنوان مشاور ملی علوم استخدام می‌کند. دیبیاسکی تلاش می‌کند تا مخالفت‌های عمومی را با این طرح بسیج کند، اما بخاطر تهدیدات دولت اورلئان تسلیم می‌شود. میندی تبدیل به یک سخنگوی برجسته می‌شود که از فرصت‌های تجاری دنباله دار دفاع می‌کند و رابطه‌ای را با اونتی آغاز می‌کند.
افکار جهانی بین کسانی که خواستار نابودی دنباله دار هستند، کسانی که هراس‌آفرینی را قبیح شمرده و معتقدند استخراج دنباله دار باعث ایجاد شغل می‌شود و کسانی که حتی وجود دنباله دار را انکار می‌کنند تقسیم شده است. دیبیاسکی به خانه اش ایلینوی بازمی‌گردد و با یول، دله‌دزدی که در محل کار خرده فروشی‌اش با او آشنا می‌شود، رابطه‌ای را آغاز می‌کند. پس از اینکه همسر میندی متوجه خیانت او می‌شود، بدون او به میشیگان بازمی‌گردد. میندی که از دولت عصبانی و ناامید است، در آنتن زنده غر می‌زند و از اورلئان به خاطر کم‌اهمیت جلوه دادن آخرالزمان قریب‌الوقوع و بی‌تفاوتی بشریت انتقاد می‌کند.
زمانی‌که دنباله دار از زمین قابل مشاهده می‌شود، میندی، دیبیاسکی و اوگلتورپ، یک کمپین اعتراضی در رسانه‌های اجتماعی علیه اورلئان و BASH سازماندهی می‌کنند و به مردم می‌گویند «فقط به بالا نگاه کن» و از کشورهای دیگر می‌خواهند که عملیات رهگیری دنباله دار را خودشان انجام دهند. چین، هند و روسیه از قرارداد استخراج دنباله‌دار خارج شده‌اند، بنابراین آن‌ها تلاش مشترکی را برای منحرف کردن دنباله‌دار آماده می‌کنند، اما یک انفجار فضاپیمای آن‌ها را نابود می‌کند. تلاش BASH برای تکه‌تکه کردن دنباله‌دار نیز با مشکل روبه‌رو می‌شود و همه متوجه می‌شوند که بشریت محکوم به فناست.
ایشرول، اورلئان و دیگران در حلقه نخبگان خود سوار یک سفینه فضایی می‌شوند که برای یافتن سیاره‌ای شبیه به زمین طراحی شده است و ناخواسته جیسون را جامی‌گذارند. اورلئان به میندی دو مکان در سفینه پیشنهاد می‌دهد، اما او قبول نمی‌کند و تصمیم می‌گیرد آخرین شب را با خانواده اش، دیبیاسکی، اوگلتورپ و یول بگذراند. همان‌طور که انتظار می‌رفت، این دنباله دار به زمین برخورد می‌کند و یک فاجعه در سراسر جهان ایجاد می‌کند و منجر به آغاز رویداد انقراض می‌شود.
در تیتراژ میانی، ۲۰۰۰ نفری که قبل از برخورد زمین را ترک کردند، ۲۲۷۴۰ سال بعد بر روی یک سیاره بیگانه سرسبز فرود آمدند و به خواب زمستانی خود پایان می‌دهند. آن‌ها برهنه و دست خالی از فضاپیمای خود خارج می‌شوند و از جهان قابل سکونت ابراز رضایتمندی می‌کنند. اورلئان توسط موجود پرنده‌مانندی به‌نام برونتروک کشته می‌شود و ایشرول به همه توصیه می‌کند که برونتروک‌هایی را که در حال نزدیک شدن هستند نوازش نکنند.
پس تیتراژ پایانی، جیسون که از دنباله‌دار جان سالم به در برده از زیر آوار بیرون آمده و مادرش را صدا می‌زند و سعی می‌کند تا با استفاده از موبایل خود در شبکه‌های اجتماعی پستی بگذارد.

## بازیگران
- جنیفر لارنس در نقش کیت دیبیاسکی، کاندیدای دکترای نجوم MSU (دانشگاه ایالتی میشیگان)
- لئوناردو دی‌کاپریو در نقش دکتر راندال میندی، استاد نجوم در MSU
- راب مورگان در نقش دکتر تدی اوگلتورپ، رئیس دفتر هماهنگی دفاع سیاره‌ای
- جونا هیل در نقش جیسون اورلئان، رئیس ستاد و پسر جانی. هیل دربارهٔ الهام گرفتن از شخصیت خود نوشت: «فکر می‌کردم، چه می‌شد اگر جشنواره فایر یک شخص بود و آن شخص در کاخ سفید قدرت داشت».[۱۲]
- مارک رایلنس در نقش پیتر ایشرول، مدیر عامل میلیاردر فناوری BASH ساختگی و یکی از اهداکنندگان برتر اورلئان
- تایلر پری در نقش جک برمر، مجری آنوداین دیلی ریپ
- تیموتی شالامی در نقش یول، یک دزد مغازه جوان که کیت با او دوست می‌شود
- ران پرلمن در نقش سرهنگ بندیکت دراسک، کهنه سرباز جنگ و دریافت کننده مدال آزادی ریاست جمهوری که با پرتاب اولیه برای منحرف کردن دنباله دار فرستاده می‌شود.
- آریانا گرانده در نقش رایلی بینا، ستاره بین‌المللی موسیقی
- اسکات مسکودی در نقش دی جی چلو، ستاره بین‌المللی موسیقی و نامزد رایلی
- هیمش پاتل در نقش فیلیپ کاج، روزنامه‌نگار در کالبد شکافی و دوست پسر کیت
- ملانی لینسکی در نقش جون میندی، همسر دکتر راندال میندی
- مایکل چکلیس در نقش دن پاوکتی، مجری محافظه کار شبکه خبری پاتریوت
- تومه سیسله در نقش آدول گرلیو، سردبیر ارشد نیویورک هرالد
- پل گویلفویل در نقش ژنرال استوارت تمز، ستوان نیروی هوایی ایالات متحده ، رابط پنتاگون با کاخ سفید
- رابرت جوی در نقش مستأجر کنگره
- کیت بلانشت در نقش بری ایوانتی، مجری برنامه خیالی صبحگاهی The Daily Rip
- مریل استریپ در نقش جانی اورلئان، رئیس‌جمهور ایالات متحده

## بازخورد
در وبگاه گردآوری دیدگاه راتن تومیتوز، ۵۶٪ از ۲۷۰ بازخورد به فیلم مثبت هستند، فیلم میانگین امتیاز ۶٫۳۰/۱۰ را دارد. در بازخورد همگانی این وبگاه گفته شده: «بالا را نگاه نکن، هدف‌های بلندپروازانه‌ای برای داستان جسته و گسیختهٔ خود دارد، اما طنز آدام مک‌کی با ستاره‌های بزرگی که دارد به هدف خود یعنی آشکار کردن انکار و نادانی انسان‌ها می‌رسد.» وبگاه متاکریتیک، که از میانگین وزنی استفاده می‌کند، بر پایهٔ ۵۱ بازخورد و دیدگاه، امتیاز ۴۹ از ۱۰۰ را به فیلم داد که نشان‌دهندهٔ «بازخوردهای گوناگون یا میانه» است.
میک لاسال از سانفرانسیسکو کرونیکل فیلم را ستایش کرد و نوشت: «بالا را نگاه نکن شاید خنده‌دارترین فیلم سال ۲۰۲۱ باشد و همچنین افسرده‌کننده‌ترین آن‌ها نیز هست، و این آمیزهٔ شگفت‌انگیز و ناآشنا، تجربه‌ای بی‌همتا را رقم می‌زند. نویسنده- کارگردان آدام مک‌کی بیش از دو ساعت به شما می‌خندد و در همان حال متقاعدتان می‌کند که جهان رو به پایان است.»ریچارد روپر از شیکاگو سان-تایمز به فیلم ۲٫۵ ستاره از ۴ ستاره داد و گفت: از استریپ و دی‌کاپریو تا لارنس و دیگر بازیگران فرعی، بالا را نگاه نکن پر است از بازیگران با استعدادی که واقعاً پیام فیلم را از کار درمی‌آورند. " جاستین چانگ در بازخورد فیلم برای لس‌آنجس تایمز نوشت: «هیچ چیزی در مورد نادانی و ستمی که فیلم به ما نشان می‌دهد در برابر واقعیت کنونی جهان نمی‌تواند برابری کند.»